# Palazzo Compagnoni Marefoschi
Il Palazzo Compagnoni Marefoschi è un'antica dimora signorile che si trova a Macerata, il cui nucleo originario risale al XIII secolo.

## La storia

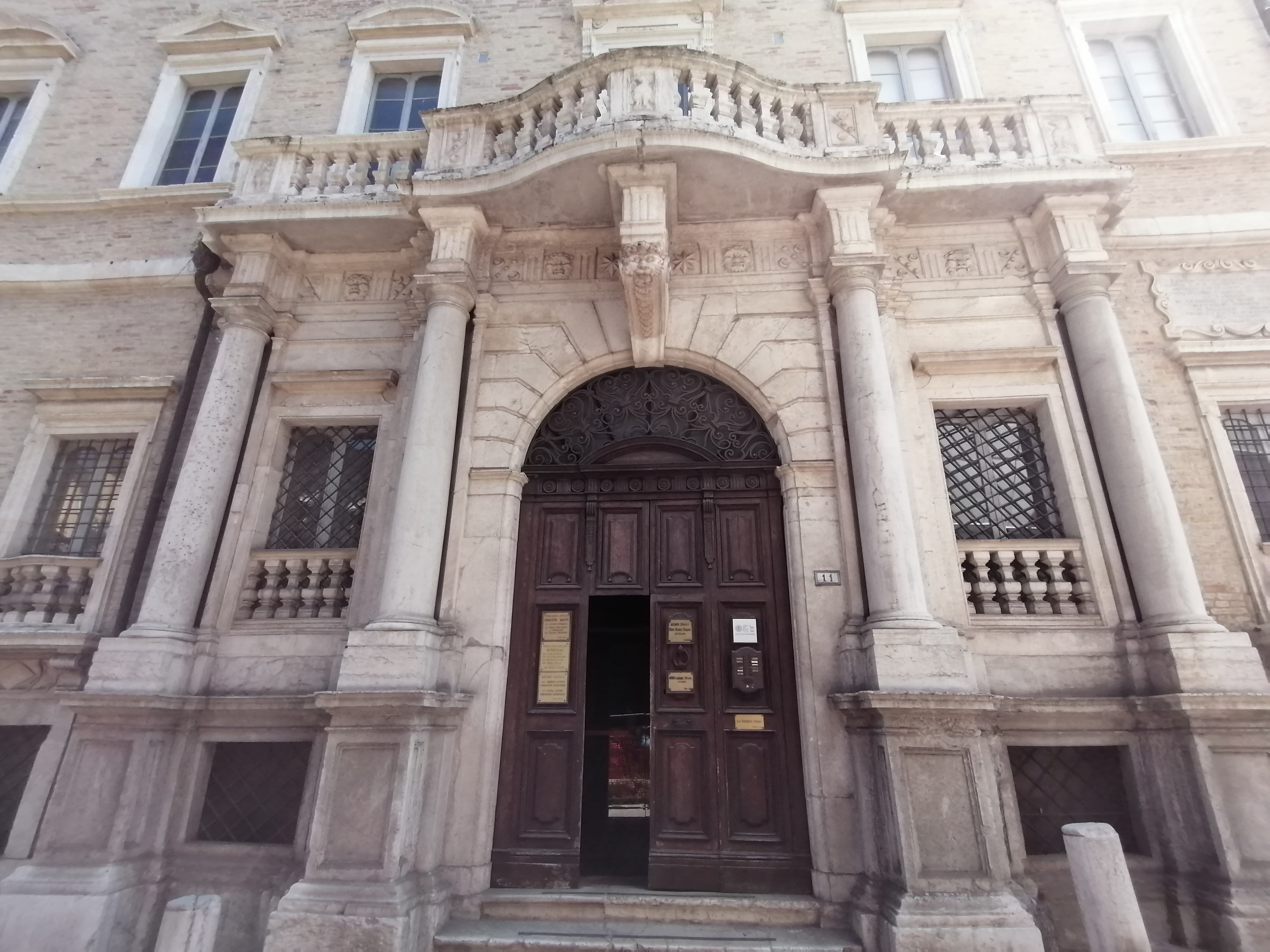
Il portale.

Nel 1138 i Compagnoni, che discendevano dall'antico Signore del Castrum Maceratae costruirono le loro dimore nell'attuale via don Minzoni.
Un documento del 1211 attesta che la famiglia Compagnoni comprò una delle quattro zone della città (il quartiere Santa Maria) con edifici e terreni che si estendeva fra l'attuale via Don Minzoni e Vicolo Compagnoni e fra la Chiesa del Suffragio (oggi Loggia dell'Annona) e il Palazzo Buonaccorsi.
Nel secolo XVII i membri del ramo dei Compagnoni delle Lune (distintosi nel 1474 da quello dei Compagnoni delle Stelle) fanno erigere un palazzo sul quale si ristrutturerà nel XVIII secolo il palazzo Compagnoni Marefoschi. In questo secolo i due cugini Teodoro e Lorenzo dei Compagnoni delle Lune faranno costruire un altro palazzo Compagnoni che, inizialmente diviso da un vicolo dal palazzo dei Compagnoni Marefoschi, sarà poi contiguo ad esso.
Cesare Compagnoni nel 1571 fece realizzare quello che fu il primo nucleo abitativo del futuro palazzo Compagnoni Marefoschi, che corrisponde alla parte centrale di quest'ultimo. Il nipote Mario, figlio di Muzio, prosegue la costruzione della dimora nel 1599 (una lapide attesta la conclusione dei lavori per il 1632).
Dal 1755 al 1771 i fratelli Mario e Camillo Compagnoni Marefoschi, ereditato il palazzo, ne ordinarono la ristrutturazione, conferendogli l'attuale configurazione che fonde la raffinatezza del rococò con la severità degli elementi protoneoclassici.
Non distante dal Palazzo si trovavano il Palazzo vecchio dei Compagnoni e altre vecchie dimore della famiglia a partire dalle quali nel 1714 verrà costruito il Palazzo Buonaccorsi.

## La costruzione
Il Palazzo Compagnoni Marefoschi costituisce senz'altro un esempio della potenza che la omonima famiglia aveva in quel periodo all'interno della città di Macerata e dell'importanza di questa casata, derivata dall'antica famiglia Compagnoni di Villamagna, all'interno del patriziato cittadino. Commissionato nel Settecento, fu progettato dall'architetto Luigi Vanvitelli, partendo da edifici preesistenti della famiglia Compagnoni. 
Nella facciata un portone d'ingresso è affiancato da due coppie di colonne che hanno la funzione di reggere il balcone sovrastante. All'interno del palazzo, lungo lo scalone, vi sono numerose iscrizioni latine risalenti al periodo romano provenienti dalla Villa Adriana di Tivoli.

## Avvenimenti salienti
Il palazzo, oltre a essere stato il luogo di nascita del cardinal Mario Compagnoni Marefoschi (che si distinse per essere stato a capo della commissione per la soppressione dell'Ordine dei Gesuiti), fu, nel 1772, il luogo in cui si sposarono Luisa di Stolberg-Gedern e Carlo Edoardo Stuart, il conte di Albany che, pretendente al trono d'Inghilterra, era in quel momento esiliato in Italia.

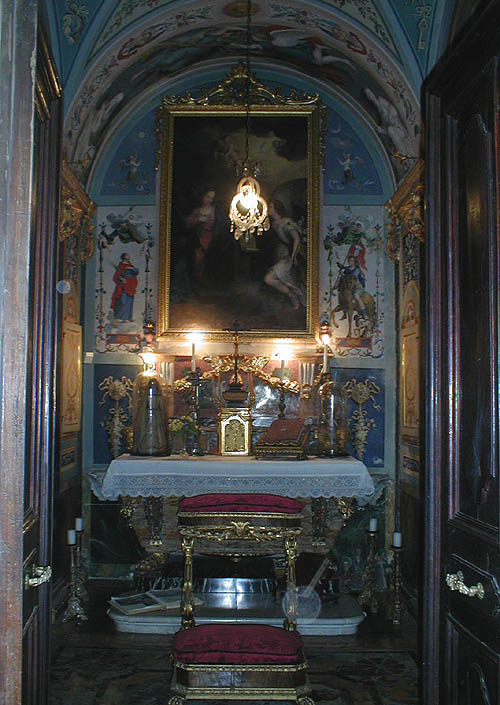
L'interno della Cappella Privata della famiglia Compagnoni.

Attualmente il palazzo, che è stato recentemente restaurato, oltre a poter essere visitato, è sede della Scuola di Specializzazione per le Professioni Legali, nonché residenza privata di un ramo della famiglia.